# Guillem Busquets
Guillem Busquets i Vautravers (1877-1955) fue un arquitecto español.
Titulado en 1902, es reconocido por su intervención junto con Josep Puig i Cadafalch en el diseño de la sección oficial de la Exposición Internacional de Barcelona de 1929.

## Obras relevantes
- 1906- Casa Solanes (San Baudilio de Llobregat)
- 1906- Casa Hurtado. Av. Pedralbes, 46-48 (Barcelona)
- 1908- Edificio de la Alcaldía, Juzgado y Dispensario Médico (Barcelona)
- 1910- Casa Girona (Barcelona)
- 1910-13- Casa Giol. Pg. Font d'en Fargas, 2-4 (Barcelona)
- 1915- Edificips de viviendas Pau Monmany (Barcelona)
- 1918- Casas Sanromà (Mataró)
- 1918- Tres viviendas unifamiliares (Barcelona)
- 1918-19- Casa Izaguirre (San Cugat del Vallés)
- 1923- Matadero (Puigcerdá)
- 1924-25- Edificios de viviendas Madame V. Pouget (Ocejo, Francia)
- 1925-26- Casa Puig (Puigcerdà)
- 1926- Dos viviendas unifamiliares (Llinars del Vallés)
- 1926- Vivienda unifamiliar (Barcelona)

- Datos: Q11682260
- Multimedia: Guillem Busquets i Vautravers / Q11682260